# にっさい花みず木
にっさい花みず木（にっさいはなみずき）は、埼玉県坂戸市の町名。現行行政地名はにっさい花みず木一丁目から八丁目。郵便番号は350-0269。ニュータウン建設の経緯などは坂戸ニューシティにっさいを参照。

## 地理
坂戸市の北部に位置する。ニュータウン開発事業むさし緑園都市のひとつとして整備された街並みが広がる。東部と西部には工場も立地する。北坂戸駅からは西に1.5㎞ほど離れており、かつては農地であった。にっさいは、入西（入間西部の意味）に由来する。
調節池として北東部にこはるが池が整備されている。

## 交通

### 道路
- 埼玉県道39号川越坂戸毛呂山線

## 施設
- サンテさかど
- 入西公園
- 西清掃センター